# Deep Silver Fishlabs
Deep Silver Fishlabs (eingetragen als Fishlabs GmbH, ehemals Fishlabs Entertainment GmbH) ist ein in Hamburg ansässiger Entwickler von Computerspielen. Gegründet 2004, handelt es sich seit 2013 um eine unselbständige Abteilung des Medienkonzerns Plaion.

## Unternehmensgeschichte
Das Studio wurde 2004 von Michael Schade und Christian Lohr als Fishlabs Entertainment GmbH gegründet und entwickelt Computerspiele für Smartphones und Tablets. Bei der Entwicklung seiner Spiele greift der Entwickler auf die hauseigene Abyss Engine zurück. Der bekannteste Titel von Fishlabs ist die Science-Fiction-Reihe Galaxy on Fire, deren zweiter Teil Galaxy on Fire 2 2011 mit dem Deutschen Computerspielpreis für das „Beste Mobile Spiel“ ausgezeichnet wurde. Neben seinen eigenen Marken entwickelte das Studio aber auch Werbespiele für Unternehmen wie Barclays, Volkswagen und Mazda. 2011 wurde Fishlabs von der Akademie des Deutschen Entwicklerpreises als bestes Studio des Jahres ausgezeichnet, 2012 wurde das Unternehmen auf dem 14. Platz in der von Develop100 zusammengestellten Liste der weltbesten Games Studios gelistet.
Im Oktober 2013 musste Fishlab Insolvenz anmelden, 25 Mitarbeiter wurden entlassen. Im Dezember 2013 übernahm Koch Media den Spieleentwickler einschließlich seiner 52-köpfigen Belegschaft, Markenrechte und Technologie. Allerdings verließen die Gründer Michael Schade und Christian Lohr das Unternehmen. Durch die Übernahme erhoffte sich Koch Media Fuß im Markt für mobile Computerspiele fassen zu können. Fishlabs wurde Koch Medias Computerspiellabel Deep Silver zugeteilt und in Deep Silver Fishlabs umbenannt.
Seit 2018 fokussiert Deep Silver Fishlabs sich auf die Entwicklung von Videospielen für Konsole und hat die Arbeit auf mobilen Plattformen eingestellt.

## Spiele
Deep Silver Fishlabs entwickelt seit 2018 Spiele für die PS4 und Xbox auf technischer Basis von Unreal Engine 4 sowie für Nintendo Switch.
Fishlabs Entertainment entwickelte unter anderem für die Plattformen Java, Symbian OS, Android, iOS und tvOS.

### Eigene Titel
- Chorus (Windows PC, Xbox One, Xbox Series X, Playstation 4, Playstation 5, Google Stadia)[7]
- Saints Row: The Third (Nintendo Switch)
- Manticore: Galaxy on Fire (Nintendo Switch)
- Dead Island: Survivors
- Galaxy on Fire 3 - Manticore
- Galaxy on Fire
- Galaxy on Fire 2 Full HD
- Galaxy on Fire 2
  - Galaxy on Fire 2: Valkyrie (Add-on)
  - Galaxy on Fire 2: Supernova (Add-on)
  - Galaxy on Fire 2 HD
- Galaxy on Fire 3D
- Galaxy on Fire: Alliances
- Galaxy on Fire: Manticore RISING
- Waterslide 2
- Snowboard Hero
- Rally Master Pro
- Blades & Magic
- Burning Tires
- Earth Defender
- Deep
- Gladiator
- Heli Strike
- Motoraver
- Planet Riders
- Powerboat Challenge
- Robot Alliance
- Tank Raid
- Toy Tanks 3D

### Werbespiele
- Sports Car Challenge
- Barclaycard Waterslide Extreme
- Rollercoaster Extreme
- Volkswagen GTI Edition 35
- Volkswagen Polo Challenge
- Volkswagen Scirocco R 24h Challenge 3D
- Volkswagen Think Blue. Challenge
- Volkswagen Touareg Challenge
- You Cruise By Mazda MX-5
- Brawn GP Racing

## Auszeichnungen
- Deutscher Computerspielpreis: „Bestes deutsches Spiel 2022“ für Chorus[8]
- Deutscher Entwicklerpreis: "Beste technische Leistung 2015" für Galaxy on Fire - Manticore Rising (auf Apple TV)
- Deutscher Computerspielpreis: „Bestes mobiles Spiel 2011“ für Galaxy on Fire 2[9]
- 7th International Mobile Gaming Awards: „Best Sport Game & Operator's Choice“ für Snowboard Hero (2011)[10]
- Deutscher Entwicklerpreis: Bestes deutsches Mobile Game 2007 für Blades & Magic